# Teruo Nakamura
Teruo Nakamura  (japonsko 中村輝夫 Nakamura Teruo), tajvanski vojak, * 1919, Tajvan, † 1979, Tajvan. 
Teruo Nakamura je bil na Tajvanu rojeni pripadnik Imperialne japonske kopenske vojske, za katero se je boril v drugi svetovni vojni. Leta 1975 je bil osrednja osebnost odmevnega medijskega dogodka po tem, ko so ga konec leta 1974 odkrili na indonezijskem otoku Morotai, po tridesetih letih skrivanja pred svetom. Kot pripadniku japonske armade mu je namreč kodeks vojaške časti prepovedoval vdajo.

## Ozadje
Nakamura je kot pripadnik generacije Tajvancev, ki so živeli pod japonsko oblastjo in bili sestavni del matične, japonske države, doživel mobilizacijo v vojsko novembra leta 1943. Njegova enota (Takasago prostovoljci), ki je bila nastanjena na manjšem indonezijskem otoku Morotai, je dočakala hude spopade z ameriško vojsko septembra 1944, ko so le ti otok zavzeli. Nakamura se je, kot še številni drugi preživeli, umaknil v gozd in se v majhni skupini skrival pred »okupatorji« otoka in čakal konec vojne, v kateri bi po njihovem lahko zmagala le Japonska, zato bi morali le dočakati ponoven prihod svojih. Hkrati so zaradi propagande verjeli, da se Američanom ne gre predajati zaradi strahotnih dejanj, ki naj bi jih ti počeli nad japonskimi zajetimi vojaki. Tako je v majhni skupini preživel vse do leta 1956, ko so se razšli in se odtlej skrival sam.

## Odkritje
Nakamurino skrivališče je slučajno odkril sredi leta 1974 neki pilot. Novembra 1974 so po prošnji japonske ambasade v Džakarti indonezijske oblasti organizirale reševalno akcijo in v decembru so ga aretirali pripadniki indonezijske vojske. 
Tako se je po tridesetih letih zaključilo Nakamurino samostojno izgnanstvo, nakar se je vrnil na rodni Tajvan, kjer je že po štirih letih (1979) podlegel raku. 